# Atawa Shihi
Atawa Shihi es una escultura venezolana ubicada en la autopista Francisco Fajardo, a la altura del Coliseo de La Urbina en la incorporación del Distribuidor Metropolitano y la avenida Boyacá (cota mil) con la denominada recta de La Urbina, forma parte del proyecto Viarte ejecutado por el Ministerio del Poder Popular para el Transporte Terrestre y Obras Públicas bajo la rectoría de Haiman El Troudi en el período de 3 años (2013-2015).
Como parte de los trabajos de ampliación y mejora de la infraestructura vial del área metropolitana de Caracas, el Ministerio del Poder Popular para el Transporte Terrestre y Obras Públicas propuso ejecutar un plan de mejoramiento ornamental de las vías terrestres con la instalación de un museo al aire libre.
La obra es creación del artista plástico caraqueño Alfredo Ramírez y consiste en una estructura metálica de 24 metros de altura sobre un pedestal de concreto de 3 metros. En lengua yanomami (tribu indígena del amazona venezolano) su nombre se traduce como “un gran árbol”.
El artista es responsable de la obra “La Aguja” que adorna la fuente central de la plaza Diego Ibarra en el centro de Caracas.
Para Ramírez, la altura de Atawa Shihi permite que los conductores que se desplazan por el sector, puedan observar la obra a más de 200 metros de distancia.
Su inauguración fue el 14 de marzo de 2014.